# پارک‌های ملی دریاچه تورکانا
پارک‌های ملی دریاچه تورکانا (به لاتین: Lake Turkana National Parks) یک پارک ملی در کنیا است که در کنیا واقع شده‌است.

## میراث جهانی
این پارک در فهرست میراث جهانی یونسکو ثبت شده است.